# گوداواری
گوداواری رودی است به خلیج بنگال می‌ریزد. این رود از کشور هند می‌گذرد.

## نگارخانه

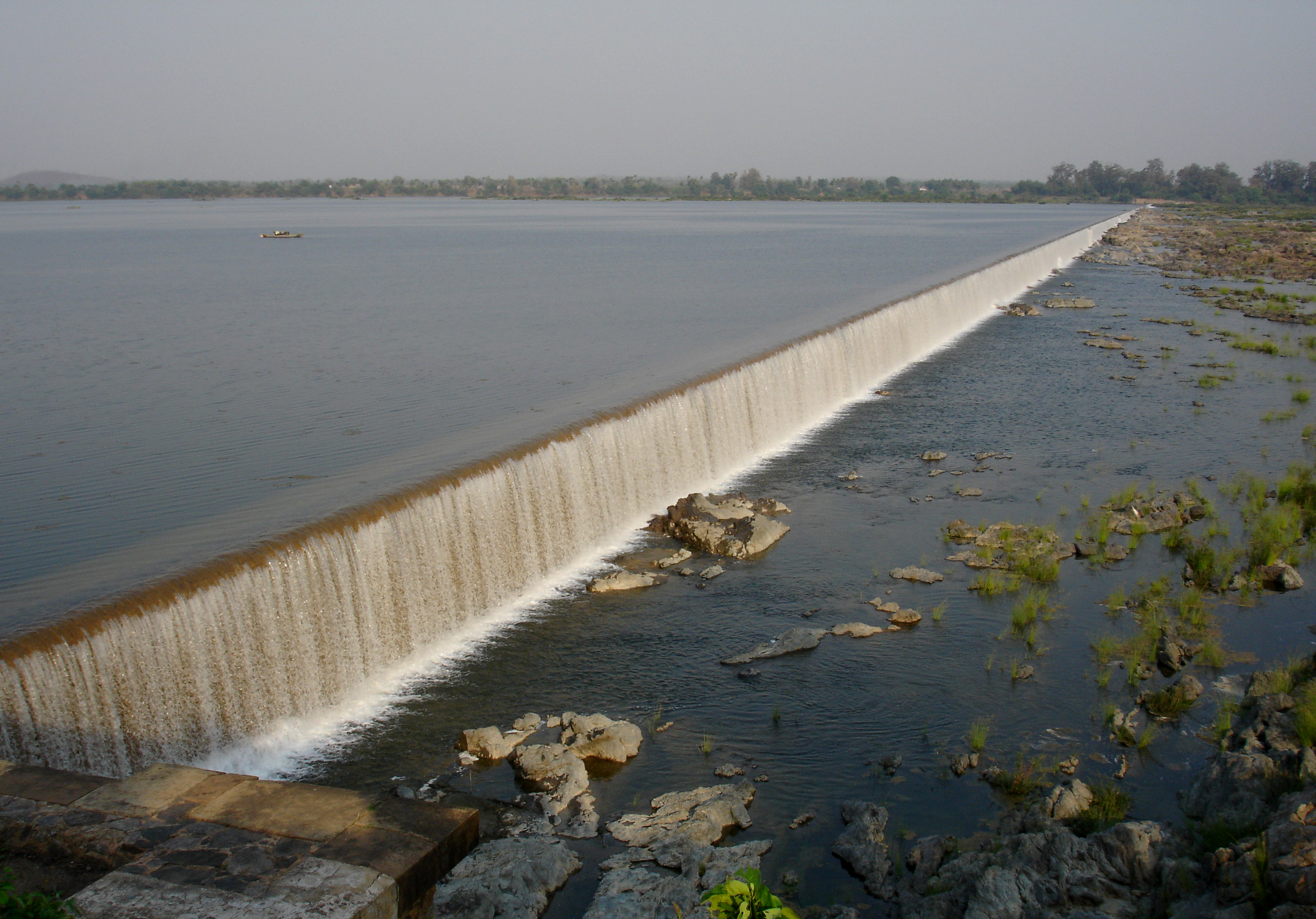
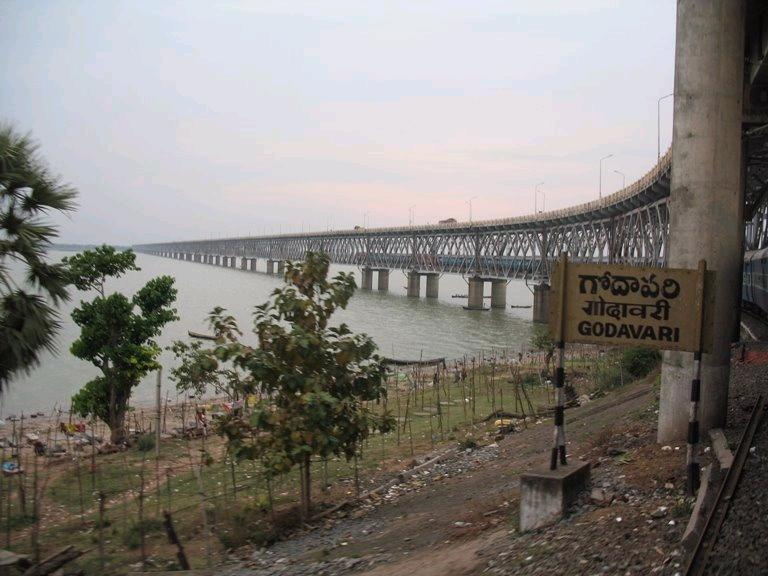
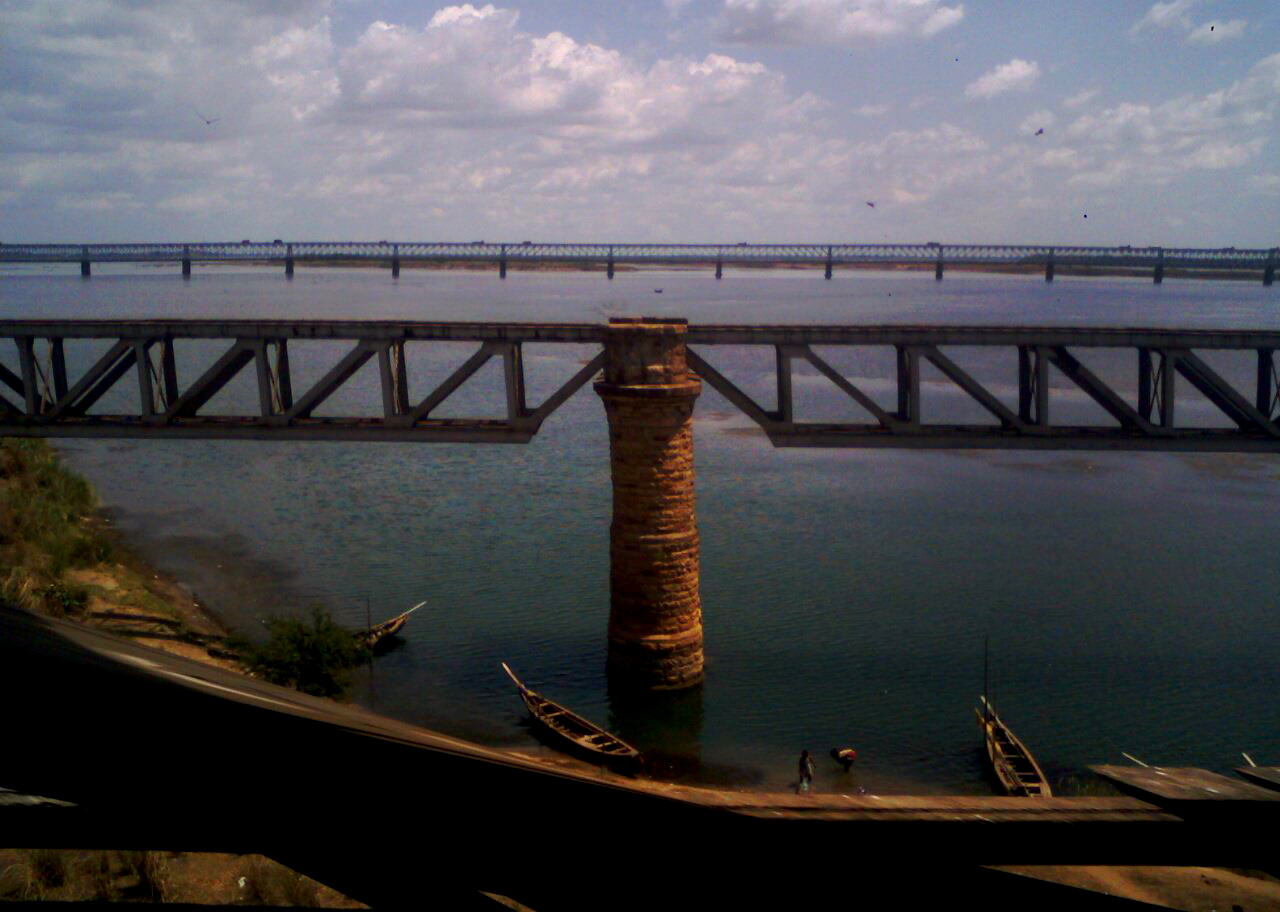
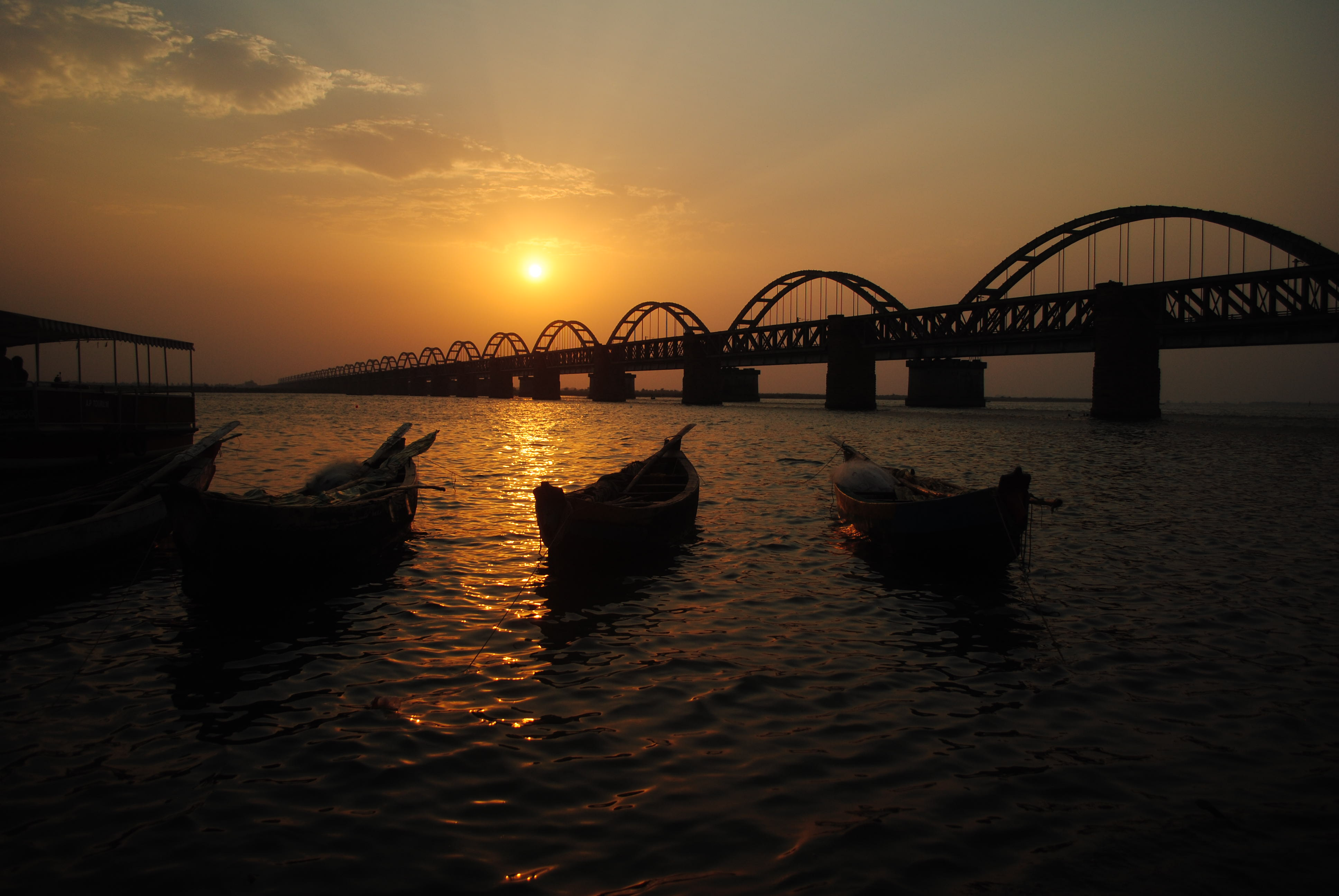
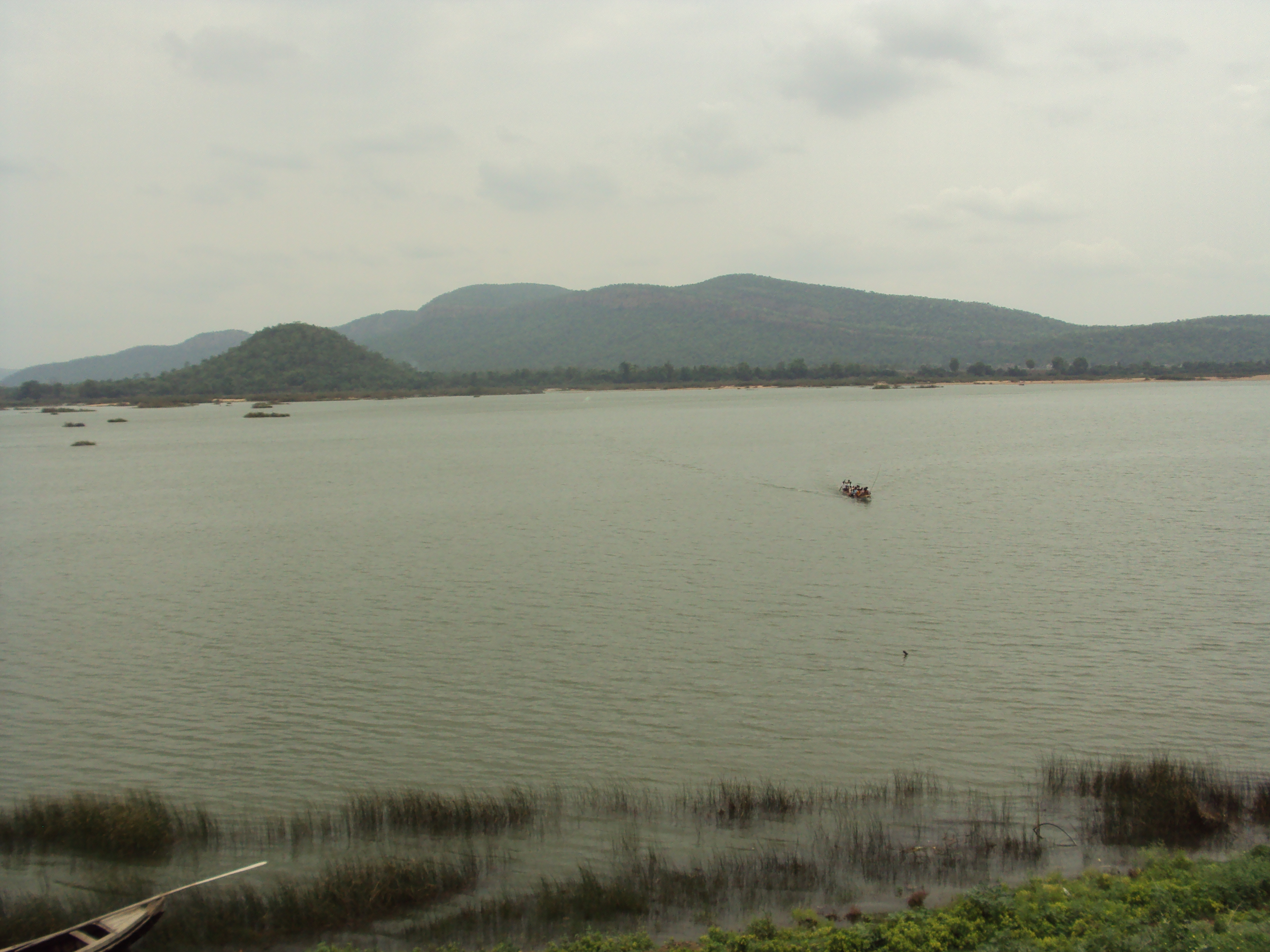
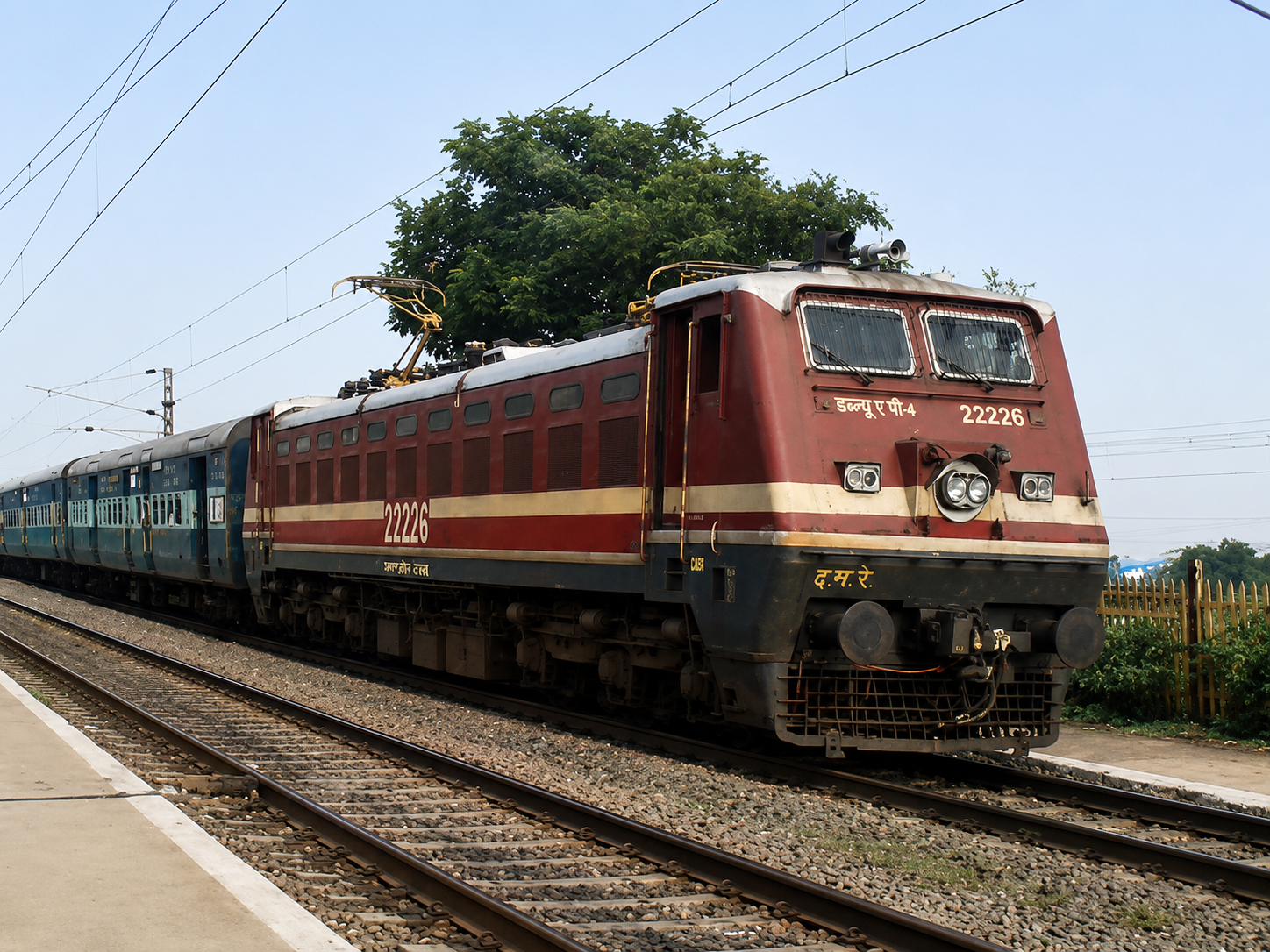